# Charge de Planck
La charge de Planck ({\displaystyle q_{\text{P}}}) est l'unité de Planck liée à la charge électrique.
C'est la charge élémentaire que peut porter une particule de Planck.
La charge de Planck est la seule unité de base de Planck qui ne dépend pas de la constante gravitationnelle.

## Définition
La charge de Planck est la combinaison des constantes fondamentales ( vitesse de la lumière ({\displaystyle c}),  permittivité du vide ({\displaystyle \varepsilon _{0}}) et  constante de Planck ({\displaystyle h}) dont la dimension est celle d'une charge électrique, ce qui donne la relation, :
{\displaystyle q_{\text{P}}={\sqrt {4\pi \varepsilon _{0}\hbar c}}={\sqrt {2ch\varepsilon _{0}}}=1{,}875\;5459\times 10^{-18}} coulomb
Elle peut également s'écrire à l'aide de la charge élémentaire ({\displaystyle e}) et de la constante de structure fine ({\displaystyle \alpha }) :
{\displaystyle q_{\text{P}}={\frac {e}{\sqrt {\alpha }}}}
La constante de structure fine valant {\displaystyle \alpha =7{,}297\,352\,566\,4(17)\times 10^{-3}}, {\displaystyle q_{\text{P}}\approx 11,7e}
Si au lieu de ces constantes classiques on adopte une forme rationalisée des unités de Planck, dans laquelle les unités sont définies en termes de {\displaystyle \hbar }, {\displaystyle c} et {\displaystyle \epsilon _{0}} sans facteur numérique, la charge Planck rationalisée qui en résulte est :
{\displaystyle q'_{\text{P}}={\sqrt {\epsilon _{0}\hbar c}}={\frac {e}{\sqrt {4\pi \alpha }}}\approx 5.291\times 10^{-19}} coulombs.
Avec cette valeur, la charge de Planck vaut sensiblement 3,3 charges élémentaires.

## Interprétation
À partir d'un calcul classique, on peut montrer que l'énergie potentielle électrique d'une charge de Planck à la surface d'une sphère qui a un longueur de Planck de diamètre a pour valeur l'énergie de Planck:
{\displaystyle E_{\text{P}}=k_{\text{e}}{\frac {q_{\text{P}}^{2}}{l_{\text{P}}}}}
Autrement dit, compte tenu de l'équivalence masse-énergie, l'énergie nécessaire pour accumuler une charge de Planck sur une sphère d'un longueur de Planck de diamètre rendra la sphère une masse de Planck plus lourde:
{\displaystyle m_{\text{P}}=k_{\text{e}}{\frac {q_{\text{P}}^{2}}{c^{2}l_{\text{P}}}}}
où
{\displaystyle k_{\text{e}}} est la constante de Coulomb
{\displaystyle c} est la vitesse de la lumière
{\displaystyle E_{\text{P}}} est l 'énergie de Planck
{\displaystyle q_{\text{P}}} est la charge de Planck
{\displaystyle l_{\text{P}}} est la longueur de Planck
{\displaystyle m_{\text{P}}} est la masse de Planck
Un trou noir de Reissner-Nordström (la solution pour un trou noir chargé non rotatif) tend vers la longueur de Planck pour une masse qui tend vers zéro et une charge égale à la charge de Planck.
La charge de Planck est donc la charge électrique maximale que peut porter un trou noir de la taille d'un longueur de Planck (une particule de Planck), puisque ajouter une charge supplémentaire rendrait le trou noir plus grand.
La charge de Planck est donc la seule charge possible pour une particule de Planck chargée, et toute la masse de cette particule est alors constituée par l'énergie potentielle électrique de cette charge.
La charge de Planck n'est cependant qu'une construction théorique, qui implique que toute l’énergie d’une particule est contenue par son champ externe.